# Hadogenes
Hadogenes là một chi bọ cạp cỡ lớn ở châu Phi (kể cả loài lớn nhất thế giới Hadogenes troglodytes) được tìm thấy ở Nam Phi cho đến Tanzania

## Các loài
Chi này hiện hành có các loài sau đây:
- Hadogenes bicolor Purcell, 1899
- Hadogenes gracilis Hewitt, 1909
- Hadogenes granulatus Purcell, 1901
- Hadogenes gunningi Purcell, 1899
- Hadogenes hahni Peters, 1862
- Hadogenes lawrencei Newlands, 1972
- Hadogenes longimanus Prendini, 2001
- Hadogenes minor Purcell, 1899
- Hadogenes newlandsi Prendini, 2001
- Hadogenes paucidens Pocock, 1896
- Hadogenes phyllodes Thorell, 1876
- Hadogenes polytrichobothrius Prendini, 2006
- Hadogenes soutpansbergensis Prendini, 2006
- Hadogenes tityrus Simon, 1888
- Hadogenes trichiurus Gervais, 1843
- Hadogenes troglodytes Peters, 1861
- Hadogenes zuluanus Lawrence, 1937
- Hadogenes zumpti Newlands & Cantrell, 1985